# 都賀川水難事故
都賀川水難事故（とががわすいなんじこ）は2008年7月28日に兵庫県神戸市灘区の都賀川で発生した水難事故。
活発化した前線の影響により2008年7月28日14時44分から神戸市に突発的、局所的な集中豪雨が発生した。水遊びなどで都賀川や河川敷にいた16人が急激な水位上昇により流され、うち11人は消防団員や他の民間人によって救助されたが、小学生2人、保育園児1人を含む5人が死亡した。

## 事故現場
1938年の阪神大水害や1995年の阪神・淡路大震災などの大規模な災害を経験している神戸市は防災、治水対策を推進し、都賀川は1996年から2005年にかけて河川改修が行われた。この河川改修では治水対策だけでなく、市民の要請を受けて環境への配慮を踏まえた親水施設をも整備した。また阪神・淡路大震災の教訓により非常時に生活用水として川を利用できるように緊急河川水利用設備も求められていたため、階段、スロープ、遊歩道などの親水設備、自然石や環境ブロックを利用した水路整備が行われていた。
また、神戸市では表六甲の河川約30か所に河川モニタリングカメラを設置しており、都賀川の様子は甲橋のカメラが2分間隔で静止画を記録、最新画像を含めて6時間分をインターネットで公開している。

## 事故の経過
事故当日の都賀川周辺は14時頃まで晴天で、川遊びや川辺の散歩を楽しむ人が大勢いた。しかし、前線の影響のため大気の状態が不安定で、事故発生約2時間前の13時20分には兵庫県南部に大雨洪水注意報、13時55分には大雨洪水警報が発表されていたが、河川にアナウンス施設はなく、河川や河川敷にいた大半の人は警報発表を知らなかった。14時30分頃から急激に濃い雲が空を覆い雷が鳴り始め、河川敷を歩く人は少なくなったが、それでも都賀川やその周辺には50人以上が残っていた。
14時36分頃より降雨が始まり、14時40分には視界が悪くなるほどの激しい雨になった。この雨の影響により、都賀川の水位は15時までに1.3メートル上昇、河道内両側の遊歩道が冠水した。
灘警察署の発表によれば、この急激な増水により河川周辺にいた人たちのうち41人は自力で避難したが、16人が濁流に流された。うち11人は救助されたが、河川敷に遠足に来て（引率職員3人、児童17人）篠原橋付近で遊んでいたと思われる小学生2人、都賀野橋付近にいたとみられる保育園児1人とその保護者（叔母）1人、JR神戸線高架下の遊歩道にいたとみられる男性1人、計5人が死亡した。

## 事故原因
土木学会都賀川水難事故調査団が分析した甲橋のモニタリングカメラの映像によれば、都賀川の増水が始まったのは14時42分頃とみられる。14時50分には表六甲中央山麓部で10分間に15mm～20mmという非常に強い雨が観測されている。水位計の記録によれば、都賀川の水位は15時までに1.3メートル上昇しているが、モニタリングカメラの映像では14時44分に既に同程度の水位に達したことが確認されている。すなわち、2分以内に1メートル以上の水位上昇が起こったことになる。この間、東側支流である六甲川ではそれほどの急激な流れの変化は観測されなかったが、西側支流である杣谷川上流で水位上昇が観測されたことから、初期の増水は主に杣谷川周辺に降った雨によるものと推測されている。
都賀川流域の雨水幹線排水域のうち、上流の排水域はほとんどが住宅地で道路舗装も進んでおり、さらに傾斜角1/20以上という急勾配だったため、排水域に降った雨が雨水幹線、河川を経て一気に本流に流れる構造になっていた。このような地域に急激に強い雨が降った結果、自然河川では極めて珍しい段波状の流れが発生したものと推測されている（通常、段波はダム放流などによる上流での急な水流量の増加、または津波や高潮が河口に入り込み水流が凝縮されることによって発生する）。水深1メートルの場合、段波の下流速度は毎秒3メートルになり、発生から1～2分で最初の水難事故現場に到達している。このため、わずか2分で1メートル以上という急激な水位上昇が発生した。一方、六甲川周辺は森林域が多く、さらに集中豪雨までは晴天が続いていて地面が乾いていたため、降水の大部分は地下浸透したものと考えられている。
以上のとおり、増水の原因は突発的な集中豪雨が雨水幹線の排水域に一気に降ったためであった。
神戸大学工学部によるNHKテレビ映像の解析によれば、河川内のピーク時の流量は約37立方メートル毎秒あったという。遊歩道でも冠水が20cm以上、流速も3メートル毎秒以上あったため、自力での避難は非常に困難な状況であった。

## 事故後の対応
事故現場の項にもあるとおり、都賀川は官民一体となって河川整備を推進し、親水施設として親しまれてきたが、この事故はそれまで想定されていなかった問題を浮き彫りにした。
国土交通省および神戸市は事故の被害を拡大させた最大の原因は、『気象警報を河川にいる人たちに向けて知らせる設備がなかったこと』と判断し、兵庫県とラジオ関西等で開発した「増水警報システム」を都賀川など表六甲12河川等にて運用を開始した。これは兵庫県阪神地方に大雨洪水警報および同注意報発表時にラジオ関西の放送を利用して、現地に設置した回転灯を自動制御する装置である。このほか川の危険を警告する看板を複数設置、小学校での啓発向けにDVD「楽しい川、あぶない川」を配布している。
多々納裕一京都大学防災研究所教授は、上記の土木学会の調査の一環として京都大学と神戸大学の研究チームが事故後に行った付近の住民の意識調査を踏まえた上で、都賀川沿いは子供たちが親しめる環境である一方で、川自体が氾濫する危険性も秘めていることを認識する必要があるとして注意を喚起している。